# Sunne pastorat
Sunne pastorat är ett pastorat i Norra Värmlands kontrakt i Karlstads stift i Svenska kyrkan. Pastoratet ligger i Sunne kommun i Värmlands län.

## Administrativ historik
Pastoratet bildades som flerförsamlingspastorat 1962 och har pastoratskod 090501. 

## Ingående församlingar
från 1962
- Sunne församling
- Västra Ämterviks församling
- Östra Ämterviks församling

samt från 2002
- Gräsmarks församling